# NGC 3019
NGC 3019 é uma galáxia espiral (Sbc) localizada na direcção da constelação de Leo. Possui uma declinação de +12° 44' 46" e uma ascensão recta de 9 horas, 50 minutos e 07,2 segundos.
A galáxia NGC 3019 foi descoberta em 21 de Março de 1854 por William Parsons.